# Chiba Takusaburō
Chiba Takusaburō  (Japans: 千葉 卓三郎, 17 juni 1852 - 12 november 1883) was een liberale politieke activist ten tijde van de late Tokugawa-periode tot de vroege Meiji-periode. Chiba Takusaburō had een achtergrond in confucianistische, boeddhistische, methodologische, christelijke studies en in westerse geneeskunde. Chiba zette zich in voor de rechten en de vrijheid van het volk. In Itsukaichi verzamelde hij de ideeën van de lokale Gakugeikōdankai en zette deze om in werken als 'Verhandelingen over de koninklijke weg' en een eigen versie van de constitutie. Op 12 november 1883 stierf hij aan de gevolgen van tuberculose.

## Achtergrond
Het jaar 1868 was een breekpunt in de Japanse geschiedenis. Het betekende namelijk het einde van het militaire bewind van het Tokugawa-shogunaat dat Japan bestuurd had vanaf 1600. De feitelijke macht zou vanaf nu weer uitgeoefend worden door de keizer. De principes van het nieuwe Meiji-bestuur werden bekendgemaakt door de Meiji-regering op 6 april 1868. Deze principes werden samengevat in de De eed in vijf artikelen. Deze eed werd zeer vaag verwoord maar enkele standpunten waren herkenbaar. Het belangrijkste hiervan was dat het gewone volk meer inspraak zou krijgen in het bestuur van Japan (dit zou uiteindelijk niet worden toegepast). In praktijk werd de Meiji-regering gedomineerd door de oude elite, vooral door leden van de Satsuma (han) en Chōshū. In de eerste jaren van haar bestuur lokte de Meiji-regering veel politiek protest uit. Uit deze ontevredenheid ontstond de Jiyū Minken Undō, een beweging die zich in zette voor de rechten van het gewone volk, maar die later zou radicaliseren. Deze beweging diende een petitie in bij de Meiji-regering met het verzoek een nationaal parlement te vormen. Dit voorstel werd aanvankelijk door de regering verworpen. Deze frustratie zorgde dat de Jiyū Minken Undō de ontevreden bevolking kon mobiliseren. De politieke spanningen waren zelfs voelbaar voor kleine dorpjes zoals Itsukaichi.

## Jeugd
Takusaburō werd geboren in het dorpje Shirahata in een gezin dat behoorde tot de lagere samoeraiklasse. Zijn vader slaagde er niet in om nakomelingen te verwekken bij zijn eerste echtgenote. Hij hertrouwde maar ook dit huwelijk bleef kinderloos. Omdat zijn gezondheid achteruit ging verwekte hij een kind bij zijn concubine. Ook besloot hij een zoon te adopteren uit de Shimizufamilie zodat hij verzekerd zou zijn van zeker één mannelijke erfgenaam voor zijn overlijden. Zijn adoptiefzoon kreeg de naam Rihachi Chiba en tevens het opvolgingsrecht. Niet lang na de adoptie werd het kind van de concubine geboren, dit kind was Chiba Takusaburō. Kort na diens geboorte stierf Takusaburō's vader. Toen deze drie jaar was werd hij gescheiden van zijn moeder en werd opgevoed door de tweede echtgenote van zijn vader, Sada. Op 12-jarige leeftijd ging Takusaburō studeren bij Ōtsuki Bankei. Hij verhuisde naar de slaapzalen van Yōkendō, een Sendai-han school. Hier studeerde hij totdat zijn studies abrupt werden onderbroken door de Boninoorlog van 1868-1869.

## Boshin oorlog (1868-1869)
Op 17-jarige leeftijd nam Takusaburō deel aan de Boshin-oorlog. Nadat hij zich had aangemeld als soldaat, werd hij naar Shirakawaguchi gezonden. Samen met andere vrijwilligers steunde hij de troepen in de noordelijke gebieden van Sendai, die de troepen van de Satsuma- Chōshū alliantie weerstand boden. Nadat zijn eenheid werd verslagen, werd Takusaburō door de Meiji-regering bestempeld als een rebel. Hierdoor besloot hij onder te duiken in zijn geboortestad. Bij zijn thuiskomst ontdekte hij dat zijn leraar Ōtsuki Bankei was gearresteerd en dat de plaatselijke domeinregering was ingestort. Uit vrees voor vervolging door de Meiji-regering besloot hij elders een schuilplaats te vinden.

## Dolend zoeken naar waarheid
In de herfst van 1868 begon Takusaburō aan zijn studies geneeskunde in Matsushima (vlak bij Sendai) bij Ishikawa Ōsho die op zijn beurt Nederlandse geneeskunde gestudeerd had in Nagasaki. Takusaburō 's studies werden echter vroegtijdig onderbroken door de arrestatie van Ishikawa Ōsho. De Meiji regering stelde de laatste verantwoordelijk voor de misdaad van 'het verlenen van hulp aan de shogun'.
Takusaburō  verliet Matsushima en reisde naar Kesennuma, waar hij Kokugaku studeerde met Nabeshima Ichirō als leermeester. De nadruk werd er erg gelegd op de legitimatie van het autocratisch bestuur dat neerkwam op het benadrukken van het goddelijk karakter van de keizerlijke voorouders, het directe gezag van de keizer en andere aspecten die de essentie van de Meiji-restauratie belichaamden.
Vier jaar later (1872) sloeg Takusaburō een nieuwe richting in, hij begon te studeren bij een priester van een Zuiver Land-boeddhistische sekte, Sakurai Kyōhaku. Deze studies deed hij ten tijde van de Haibatsu Kishaku campagne. Hierdoor was echter het boeddhisme in Japan een zware klap toegebracht. Zijn boeddhistische studies waren van korte duur, na amper vijf maanden zette hij deze stop. De reden hiervoor is dat hij in aanraking kwam met het christendom.
Volgens de historici Cary Otis en Richard Devine begon Takusaburō in 1872 te werken bij John Sakai, een aanhanger van de Russisch orthodoxe kerk in het dorpje Izuno. Om zijn kennis over het Christendom uit te breiden, trok Chiba naar Tokio om er te studeren bij de Russisch orthodoxe bisschop Nikolai. Er zijn geen harde bewijzen gevonden of hij gedoopt werd, maar de twee eerder vernoemde schrijvers menen dat Takusaburō hierna is terug te vinden in Sendai onder de christelijke doopnaam Peter Chiba. In 1874 stuit Takusaburō echter op problemen. Meermaals voerde hij discussies met plaatselijke boeddhistische en shintoïstische priesters. Deze discussies mondden vaak uit in grote ruzies. Ten gevolge van deze disputen kwam hij in problemen met de lokale wetshandhavers. Hij werd veroordeeld tot een gevangenisstraf van 100 dagen. Ook binnen de muren van de gevangenis verkondigde hij het christendom.
Na zijn vrijlating in mei 1874, keerde Takusaburō onmiddellijk terug naar de groep van Tsuda en Sakai. Hier vertrok hij weer na enkele maanden naar Ochanomizu, om er opnieuw te studeren bij Bisschop Nikolai.

## Spirituele crisis
In de lente van 1875 trok Takusaburō naar de Ichigaya-academie om lessen te volgen van Yasui Sokken (1799-1876). Yasui Sokken Sokken was een confucianistische geleerde en stond bekend als een anti-christelijke polemist. Al bij al was dit ook slechts een korte tussenstop voor Takusaburō, Sokken stierf namelijk 10 maanden na Takusaburō's aankomst. Na diens dood bestudeerde Takusaburō het katholicisme bij de Rooms-katholieke priester François-Paulin Vigroux in 1877. De priester was een actieve missionaris en reisde maandelijks door Japan om de rooms-katholieke leer te verkondigen. In deze periode legde Takusaburō het eerste contact met het stadje Istukaichi, het is dus aannemelijk dat Takusaburō de priester vergezelde op zijn maandelijkse tochten. Het duurde echter niet lang voordat Takusaburō nogmaals besloot een nieuwe richting in te slaan. Hij besloot westerse wiskunde te gaan studeren bij Fukuda Riken. Hierna gaf hij lezingen over klassieke Chinese werken in een Methodistische school (die later Aoyama Gakuin werd). Tevens raakte hij betrokken bij een mislukte zakenonderneming in Kōjimachi, Tokio.

## Latere leven in Itsukaichi
Vanaf april 1880 vestigde Takusaburō zich in Itsukaichi. Het stadje trok vooral zijn aandacht door de Gakugeikōdankai. Hij werd er ondwrwijzer aan de plaatselijke lagere school, Kannō Gakkō. In 1881 werd hij benoemd tot schoolhoofd ervan.  Van 1880 tot 1881 werkte hij aan een concept voor een nieuwe constitutie. zijn essay 'Verhandelingen over de koninklijke weg' schreef hij tijdens de herfst van 1882. Deze twee werken zijn echter niet volledig zijn werk, ze zijn eerder een verzameling van de ideeën van de Gakugeikōdankai die hij dieper uitwerkte en neerschreef. In 1882 besloten veel leden van deze discussiegroep zich officieel bij de Jiyūtō. Volgens  de historicus Richard Devinde deed Takusaburō dat echter niet, zijn slechte gezondheid veroorzaakt door een tuberculose-infectie belemmerde hem hierbij. Volgens de Japanse historicus Daikichi Irokawa zijn er echter wel documenten van de Jiyūtō te vinden met Takusaburō's handtekening. Als hij dan toch met deze beweging betrokken is geweest, is dat hoe dan ook niet van lange duur geweest door zijn gezondheidsproblemen. Noodgedwongen door slechte constitutie besloot Takusaburō zich terug te trekken naar de Kusatsu warmwaterbronnen ten noorden van Itsukaichi. De tuberculose vorderde steeds verder waardoor Chiba in 1883 opgenomen werd in het ziekenhuis dat verbonden was aan de Universiteit van Tokio. Hier stierf hij op 12 november 1883, op 33-jarige leeftijd.

## Deelname aan Gakugeikōdankai
De Gakugeikōdankai  was een lokale discussiegroep in Itsukaichi die rond 1880 zijn hoogtepunt bereikte. Takusaburō was een zeer actief lid in deze discussiegroep. Hij debatteerde er over het belang van de grondwet en een Parlement. De groep bestond uit een 30-tal leden uit verschillende sociale klassen; dokters, leerkrachten, boeren, timmerlieden en plaatselijke ambtenaren kon men in de rangen van de Gakugeikōdankai terugvinden. Door de Gakusei werd de scholingsgraad van de lagere bevolkingsklassen opgekrikt, een hogere vorm van politieke bewustzijn was nu ook aanwezig bij de lagere bevolkingsklassen. Hierdoor werden Itsukaichi en de Gakugeikōdankai een steeds belangrijker punt waar intellectuelen maar ook doorsnee bewoners samen konden komen en politieke problemen of filosofische vraagstukken te bespreken. In tegenstelling tot andere discussiegroepen was de Gakugeikōdankai niet politiek actief, hoewel enkele leden later zich wel aansloten bij de Jiyūtō. Het was een eerder filosofisch getinte groep. Na enkele maatregelen die de Meiji regering troffen, die vooral de vrije meningsuiting van de media en bevolking troffen, vond Takusaburō dat de Gakugeikōdankai het heft in eigen handen moest nemen. Om de belangrijkheid van een nieuwe constitutie en de vrijheid van de bevolking te waarborgen, schreef Chiba samen daarom met de discussiegroep een eigen versie van de constitutie. Het was echter niet bijzonder om zo'n groep terug te vinden op het platteland van Japan, de Gakugeikōdankai was namelijk een van de honderden losse verbanden die zich bezig hielden met het discussiëren over en aanzetten doen tot een nieuwe betere constitutie en een beter functionerend parlement.

## Eigen versie van de constitutie (1881)
In 1880 ontmoet Takusaburō enkele leden van de Bushū konshin kai Via hen ontving Takusaburō een kopie van het Ōmei Genootschaps versie van de constitutie. Hierna begon Chiba met zijn eigen onderzoek omtrent constituties. Hij baseerde zich op westerse schrijvers en hoopte zo deze Europese/Amerikaanse ideeën te gebruiken om Japan te democratiseren. In zijn constitutie (1881) beschreef Chiba het volgende model, een parlement bestaande uit twee kamers, waarvan één kamer niet-verkozen leden had. De kriteria om lid te worden van de 'niet-verkozen' kamer waren echter omgedraaid, leden van de 'verkozen' kamer hadden als eerste recht om tot deze kamer te betreden. De aristocratie en de keizer hadden pas als laatste dit recht. Het Japanse juridische systeem kreeg ook een aanpassing binnen deze constitutie, een in verdenking gestelde persoon kon pas schuldig bevonden worden nadat een jury hem daartoe veroordeeld had. Zo konden zware straffen niet onmiddellijk worden uitgedeeld.